# Stjepko Gut
Stjepko Gut, poznan tudi kot Steve Gut, srbski jazzovski trobentač, skladatelj, aranžer, dirigent in glasbeni pedagog, * 15. december 1950, Ruma, Ljudska republika Srbija, Federativna ljudska republika Jugoslavija. 
Gut je svetovno znan srbski jazz trobentač, znan pa je tudi kot skladatelj, aranžer, dirigent in glasbeni pedagog.

## Zgodnje življenje
Stjepko Gut se je rodil 15. decembra 1950 v Rumi. Tu je obiskoval tudi osnovno šolo, šolanje pa je nadaljeval na srednji glasbeni šoli Josip Slavenski v Beogradu. Študiral je na Glasbeni akademiji v Beogradu, kasneje pa na Švicarski jazz šoli v Bernu, kjer je zaključil šolanje leta 1975. Študij je nadaljeval na Berklee College of Music v Bostonu, kjer je leta 1980 specializiral iz aranžiranja v razredu legendarnega jazz trobentača Herba Pomeroyja, ki je bil profesor tudi Jožetu Privšku in Janezu Gregorcu, kasneje pa tudi Renatu Chiccu.

## Kariera
Sodeloval je tako v jazz orkestru Radia Novi Sad, kot tudi v Jazz orkestru Radio-televizije Beograd, pa tudi s številnimi svetovno znanimi glasbeniki. V sezoni 1980/1981 je bil član prestižnega All-Star Big Banda Lionela Hamptona kot edini Evropejec in eden izmed dveh belcev, ki sta takrat sodelovala v tem big bandu.
Bil je še član naslednjih big bandov: SFB Berlin Big Band (1982); MHS Big Band, Avstrija, katerega vodi od leta 1983 in s katerim je leta 1993 osvojil nagrado za najboljši avstrijski big band; ATS Big Band; Clark Terry Big Band; Lois Bellson Big Band (2007); Copenhagen Radio Orchestra (1989). Leta 1987 je nastopal z lastno zasedbo Stjepko Gut Jazz Quartet, med letoma 1987 in 1990 je igral v zasedbi Jazz Power s Charlyjem Antolinijem, leta 1987, 1988 in 1994 pa je igral tudi s pianistom Renatom Chiccom. V drugi polovici 70. let je bil član zasedbe Trumpets & Rhythm Unit, ki sta jo vodila Duško Gojković in Branislav Kovačev, sestavljali pa so jo trobentači Duško Gojković, Ladislav Fidri, Petar Ugrin in Stjepko Gut ter pianist Bora Roković, kotrabasist Krešimir Remeta in bobnar Branislav Kovačev.
Nastopil je na več znanih jazzovskih festivalih po svetu: Ljubljana (1978, 1980, 1981), Bern (1980), Ronstberg (1981), North Sea (1982), Ivrea (1985), Havana (1987), Montreux (1988), Dunaj (1993), New York (1996) in na številnih drugih.
Stjepko Gut je sodeloval s številnimi svetovno znanimi jazzovskimi glasbeniki, kot so: Clark Terry, Wild Bill Davis, Curtis Fuller, Ed Thigpen, Benny Bailey, Horace Parlan, Mel Lewis, Johhny Griffin, Jimmy Heath, James Moody, Clifford Jordan, Ernie Willkins, Snooky Young, Joe Newman, Wallace Davenport, Jon Faddis, Nicholas Payton, Frank Wess, Alvin Queen, Sal Nistico, Vince Benedetti, Kenny Washington, Charly Antolini in Duško Gojković. Sodeloval je tudi z izvajalci rock glasbe, od česar je najbolj znano njegovo sodelovanje s skupino Riblja čorba (klavir pri skladbi »Lutka sa naslovne strane«) in Bajago (trobenta na albumu Sa druge strane jastuka).
Leta 1984 je postal profesor na jazz institutu Visoke šole za glasbo in uprizoritvene umetnosti Gradec, leta 1986 in 1987 je bil selektor Beograjskega jazz festivala, med letoma 2000 in 2008 je bil gostujoči predavatelj na Univerzi v New Hampshireu, leta 2001 pa je v Beogradu ustanovil Balkan Jazz Center, ki je v Beogradu in v drugih srbskih krajih organiziral niz koncertov in gostovanj vrhunskih jazz glasbenikov.
V zadnjih letih se bolj zanima za etno jazz. V okviru te zvrsti je z Jazz orkestrom RTS posnel albuma Skice sa Balkana in Afro-balkanske skice. Leta 2011 je bila premierno izvedena njegova "Srbska simfonična jazz suita", avtorska kompozicija za simfonični orkester, zbor in jazz kvartet, ki temelji na starih narodnih pesmih iz cele Srbije.
Leta 2013 je prejel Nagrado za življenjsko delo Nišvilla.

## Izbrana diskografija

### Solo
- Stjepko Gut & Big Band RTB (1987)
- Quartets (1990)
- Mr. C.T. (1995)
- Sketches Of Balkan (1995)
- Nishville (1998) - z Alvinom Queenom
- Afro-Balkanske Skice (Afro-Balkan Sketches) (1998) - z Big Bandom RTS, String Ensemble Quartetom, Petrom Miheličem, Alvinom Queenom in Jazzart
- Somethin' Special (2004) - z Nicom Mencijem, Paolom Benedettinijem, Alessandrom Minettom, Carlom Attijem

### Sextet Gut-Marković
- Marković-Gut Sextet (1980)
- Sextet Gut-Marković (1982)
- Clark Terry Live in Belgrade with Sextet Gut – Markovic (1982)
- Message from Belgrade (1984)
- Ernie Wilkins in Belgrade with Sextet Gut-Marković (1984)

### Jazz orkester RTB
- Po šumama i gorama (1980)
- Muzika moje mladosti evergreen (1984)
- Big Band RTB with American Guests (1984)
- Big Band RTB with American Guests Vol. 2  (1985)

### Ostalo
- Gojković - Kovačev: Trumpets & Rhythm Unit (1979)
- Lionel Hampton: Live in Europe (1980)
- Lionel Hampton: Ambassador At Large (Great Moments From Concert Appearances Abroad) (1984)
- Alvin Queen: Alvin Queen (1986)
- Charly Antolini: Wow!!! (1987)
- Dusko Goykovich: Portrait (A 70th Birthday Celebration) (2000)
- George Cables: Live In Belgrade 18.03.2002. (2002)
- Dusko Goykovich: Quo Vadis Samba (2003)
- Clark Terry & The Young Titans Of Jazz: Live At Marihans (2005)
- Louie Bellson, Clark Terry: Louie & Clark Expedition 2 (2008)
- Anush Apoyan All Stars: ... Live At The Royal Garden Jazz Club (2009)
- Charly Antolini: Different Strokes (2013)